# Treska
Treska (makedonsko Треска) je reka na zahodu Makedonije. Izvira na gori Stogovo, na nadmorski višini 2000 metrov. Dolžina reke je 132 km, njeno porečje pa zavzema površino 2350 km². Izliva se v Vardar (v predmestju Skopja imenovanem Gjorče Petrov).
Na reki so bili zgrajeni tri zajezitve, ki se uporabljajo za hidroelektrarne:
- leta 1937 jez Matka
- leta 2000 jez Kozjak
- leta 2012 jez Sveta Petka[1][2][3][4]

Zaradi visokega padca in dejstva, da je porečje večinoma del Kanjona, je reka Treska pred drugo svetovno vojno bila zanimiva za hidroelektrarne. Prva je bila zgrajena med vojnama kot eden zgodnejših poskusov gradnje elektrarn, kar je bilo nenavadna in smela gradnja, ki bi tedaj omogočala pridelavo elektrike za tedanje Skopje. Kasnejši jez Kozjak velja za pomemben korak k usmeritvi proti nadaljnji gradnji hidroelektrarn. Vmesni jez Sveta Petka se nahaja ob turistični in romarski potki, je pravzaprav prvi jez, ki ne potrebuje zaposlenih za svoje delo. Kanon poln sveže, mrzle in čiste vode izpod gora ponuja čudovite razgledne točke in razmeroma dobro urejene pohodniške poti za obiskovalce Skopja, ki bi morebiti želeli kakšen dan ven iz mesta.